# Leptosphaeria eustomoides
Leptosphaeria eustomoides är en svampart som beskrevs av Sacc. 1875. Leptosphaeria eustomoides ingår i släktet Leptosphaeria och familjen Leptosphaeriaceae.   Inga underarter finns listade i Catalogue of Life.